# 福裕

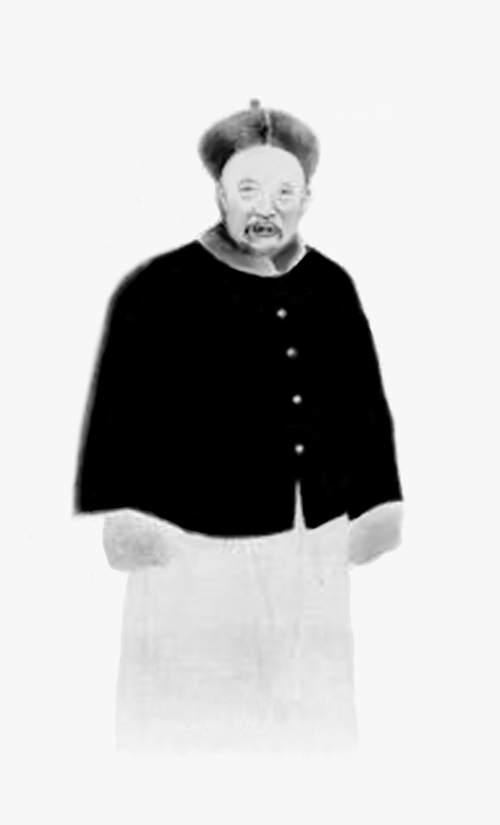

福裕（？—1900年），蒙古正紅旗，烏齊格里氏，倭仁幼子，清朝政治人物。

## 生平
福裕乃倭仁幼子，初為一品蔭生，同治九年（1870年|1870）籤分理藩院員外郎，充國史館詳校官。同治十三年（1874），倭仁逝世服闕，加恩由理藩院員外郎補用該院郎中。
光緒二年（1876），京察一等，授甘肅迪鎮道。
光緒四年（1878），署西寧辦事大臣。
光緒七年（1881），兼署烏魯木齊領隊大臣。
光緒十三年（1887），擢兩淮鹽運使署江蘇布政使。
光緒十六年（1890），遷江西按察使。
光緒十九年（1893），署江西布政使。
光緒二十年（1894）六月，擢為奉天府府尹。十一月，因「病難速痊」，懇請開缺回旗調理，光緒皇帝以「奉天地方緊要，府尹責任綦重」，免其開缺，賞假一月。然而，隔年一月，福裕仍稱「病難速痊」，請求開缺，光緒皇帝怒斥「奉天現係軍務省分，該府尹行抵中途，屢次藉病奏請聞缺，顯係意存規避」，強令其休致。
光緒二十六年（1900）庚子事变，八國聯軍攻陷京城，福裕仰藥自盡，家中女眷殉節。事後，朝廷感念其闔門忠列，予福裕開復原官，並旌表其妻章氏、弟婦愛新覺羅氏、薩爾圖克氏、杭阿坦氏、及姪女二名。長子衡璋，擢為兵部郎中。

## 子女
長子衡璋，兵部員外郎、候選知府。福裕死後，擢為兵部郎中，賞騎都尉世職。

次子衡玖，法部員外郎。

三子衡鑫，候選主事。